# Nastro d'argento especial
El Nastro d'argento (Cinta de plata) és un premi cinematogràfic concedit anyalment, des de 1946, pel Sindicat Nacional de Periodistes Cinematogràfics Italians (Sindacato Nazionale dei Giornalisti Cinematografici Italiani) l'associació italiana de crítics de cinema. Aquesta és la llista dels guanyadors del Nastro d'argento Especial, concedit des de 1951 però no de manera contínua.

## Guanyadors
- 1951
  - Luigi Rovere per la serietat de la seva producció
  - Michelangelo Antonioni pels valors estilístics i humans de Cronaca di un amore
- 1952
  - Paolo Stoppa pel conjunt de la seva activitat
  - Giulio Giannini per la fotografia en colori d’alguns documentals
- 1953
  - Gino Cervi pel conjunt de la seva activitat
- 1954
  - Lea Padovani pel conjunt de la seva activitat
  - Antonio Pietrangeli per Il sole negli occhi
- 1976
  - Pietro Germi in memoriam
- 1997
  - Marcello Mastroianni, protagonista del mon del cinema. (pòstum)
  - La freccia azzurra, film d'animació produït a Itàlia.
- 1998
  - Nino Baragli, per la seva extraordiària carrera de muntador
  - Anna Maria Tatò, Marcello Mastroianni - Mi ricordo, sì, io mi ricordo
  - Aldo, Giovanni & Giacomo, Tre uomini e una gamba, per l'ús expert d’un curtmetratge.
- 1999
  - Enzo D'Alò, La gabbianella e il gatto
  - Ennio Morricone, La leggenda del pianista sull'oceano, per la recerca musical en la composició d'una banda sonora de pel·lícula.
- 2000
  - Tom Cruise
  - Vittorio Gassman (pòstum)
- 2001
  - Armando Trovajoli
- 2002
  - Ferruccio Amendola (pòstum)
- 2003
  - Luis Enríquez Bacalov
  - Alberto Sordi (pòstum)
  - Carlo Verdone
- 2005
  - Suso Cecchi d'Amico
  - Mario Monicelli
  - Bruno Bozzetto per l'animació de Looo (entre els premis atorgats als curtmetratges)
  - Claudio Noce per la producció de Aria (entre els premis atorgats als curtmetratges)[3][4]
- 2006
  - Dante Ferretti per l'escenografia de The Aviator
  - Gabriella Pescucci pel vestuari de Charlie and the Chocolate Factory
  - Nicola Piovani per la música de La tigre e la neve
  - Pietro Scalia pel muntatge de Memoirs of a Geisha
- 2007 (premiat pel compromís i l'explotació artística i professional de l'any)[5]
  - Fausto Brizzi «director debutant de Notte prima degli esami (2006), que en un temps rècord va confirmar que havia arribat al públic amb una segona prova, Notte prima degli esami - Oggi (2007) definitivament a l'altura del debut»[5]
  - Gabriele Muccino «per l'èxit d'una pel·lícula amb la qual va confirmar un talent internacional, guanyant l'estima i l'atenció d'un món i d'un mercat, el de Hollywood, fins a les nominacions a l'Oscar»[5]
  - Michele Placido per «ll'extraordinària versatilitat amb què va signar, com a actor secundari, no una pel·lícula, sinó una temporada bonica: una prova professional d'alta qualitat que confirma una personalitat única, al panorama del cinema italià. I mai previsible»[5]
- 2009
  - Raoul Bova per a la producció del curtmetratge que denuncia la pena de mort 15 seconds i de la pel·lícula Sbirri[6]
  - Piera Degli Esposti com a «personatge secundari de l'any per les nombroses interpretacions de participacions que han deixat la seva empremta»[6] - Il divo, L'uomo che ama, Giulia non esce la sera
- 2010: Le quattro volte, de Michelangelo Frammartino «pel realisme poètic i les emocions d'una pel·lícula sorprenent»[7]
- 2011: Pupi Avati «er la seva il·limitada joventut cinematogràfica i sobretot per a una pel·lícula que tracta un tema personal i social important amb delicadesa i extraordinària intensitat, cinematogràficament inèdit»[8]
- 2013: 
  - Toni Servillo per Bella addormentata, Viva la libertà i La grande bellezza
  - Roberto Herlitzka a la carrera
  - Sergio Castellitto i Margaret Mazzantini.
- 2014:
  - Francesco Rosi a la carrera
  - Marina Cicogna a la carrera
  - Piero Tosi a la carrera
  - Alice Rohrwacher per Le meraviglie
  - Ettore Scola, Luciano Ricceri, Luciano Tovoli i Andrea Guerra per Che strano chiamarsi Federico
  - Sartoria Trappetti per i 50 anni della Sartoria
- 2016: 
  - Toni D'Angelo per Filmstudio Mon Amour
- 2017: 
  - Sciuscià 70 de Mimmo Verdesca «Nastro Speciale del 70° del Sngci, che riproduce il "Nastrino" della prima edizione del 1946»
  - Giuliano Montaldo com a protagonista de Tutto quello che vuoi de Francesco Bruni
- 2018:[9]
  - Al cast d'A casa tutti bene di Gabriele Muccino

- 2019:[10]
  - Adriano Panatta pel seu cameo a La profezia dell'armadillo
  - Noemi per l'interpretació de la cançó Domani è un altro giorno a Domani è un altro giorno
  - Serena Rossi per Io sono Mia

- 2020:
  - Lorenzo Mattotti per La famosa invasione degli orsi in Sicilia